# Thomas Jones (pittore)
Thomas Jones (Cefnllys, 26 settembre 1742 – 29 aprile 1803) è stato un pittore britannico famoso per le sue pitture paesaggistiche del Galles e dell'Italia.
Era allievo di Richard Wilson, e fu conosciuto ai suoi tempi per il suo paesaggismo aderente allo stile e alle convenzioni del suo maestro. La sua fama si è però accresciuta nel XX secolo, quando sono venute alla luce opere inconsuete, quelle non destinate alla vendita, o che non avevano incontrato i gusti degli acquirenti. Particolarmente degne di nota sono una serie di vedute di Napoli che egli realizzò tra il 1782 e il 1783. 
Rompendo con le convenzioni della pittura paesaggistica classica, e privilegiando l'osservazione diretta, i suoi lavori sono proiettati verso lo stile di Camille Corot e della ottocentesca Scuola di Barbizon. La sua autobiografia, Memoirs of Thomas Jones of Penkerrig, rimase inedita fino al 1951 ma oggi è riconosciuta come un importante testimonianza del mondo artistico settecentesco.

## Biografia

### Primi anni
Thomas Jones nacque a Trefonnen un villaggio di Cefnllys (ora Powys), nel Radnorshire. Era il secondo di sedici figli del possidente terriero Thomas Jones di Trefonnen e di sua moglie Hannah. Gli anni della sua formazione li passò nella tenuta che suo padre aveva a Pencerrig, presso Builth Wells; per questo motivo ci si riferisce spesso a lui come Thomas Jones, Pencerrig, per distinguerlo dai suoi omonimi. Fu educato dapprima al Christ College di Brecon, e in seguito a una scuola tenuta da Jenkin Jenkins a Llanfyllin nel Montgomeryshire, prima di proseguire gli studi a Oxford nel 1759, presso il Jesus College. La sua educazione universitaria fu finanziata da uno zio materno, il quale, andando contro i desideri del nipote, desiderava per lui la carriera ecclesiastica. Jones abbandonò Oxford dopo la morte di suo zio, nel 1761, privo di quel sostegno economico, e si diede a seguire le proprie inclinazioni dedicandosi alla carriera di artista.
Jones si spostò a Londra dove si iscrisse alla scuola di disegno di William Shipley nel novembre 1761. Pur avendo frequentato il corso di disegno dal vivo alla St Martin's Lane Academy, egli rimase insicuro della propria capacità nel saper rendere in maniera convincente le figure dal vero, e nel 1763 egli persuase Richard Wilson, principale paesaggista del tempo, di comuni origini gallesi, a prenderlo come allievo. Giovane dallo spirito pronto e irrequieto, Jones trascrisse nel suo diario come egli, e due altri turbolenti allievi, fossero stati rimbrottati dal maestro con queste parole: "Gentili signori, non è certo questo la maniera per eguagliare Claude".
Nel 1765 Jones iniziò ad esporre alla Society of Artists, l'antesignana della Royal Academy of Arts. 
Dal 1769 in poi i suoi paesaggi iniziarono ad adottare la “grand manner”, diventando ambientazioni per scene tratte dalla storia, dalla letteratura o dalla mitologia, realizzate in collaborazione con John Hamilton Mortimer, che vi dipingeva le parti figurative. Uno dei più celebri lavori di questo periodo è The Bard, ispirato al poema di Thomas Gray. Gli anni 1770 furono un periodi di successi per Jones: fu eletto membro della Società degli Artisti nel 1771 e ne fu nominato direttore nel 1773-4. Questo periodo vide anche il manifestarsi della sua anticonvenzionale abitudine a disegnare piccoli schizzi paesaggistici, in tecnica olio su carta, per proprio diletto.

### Italia

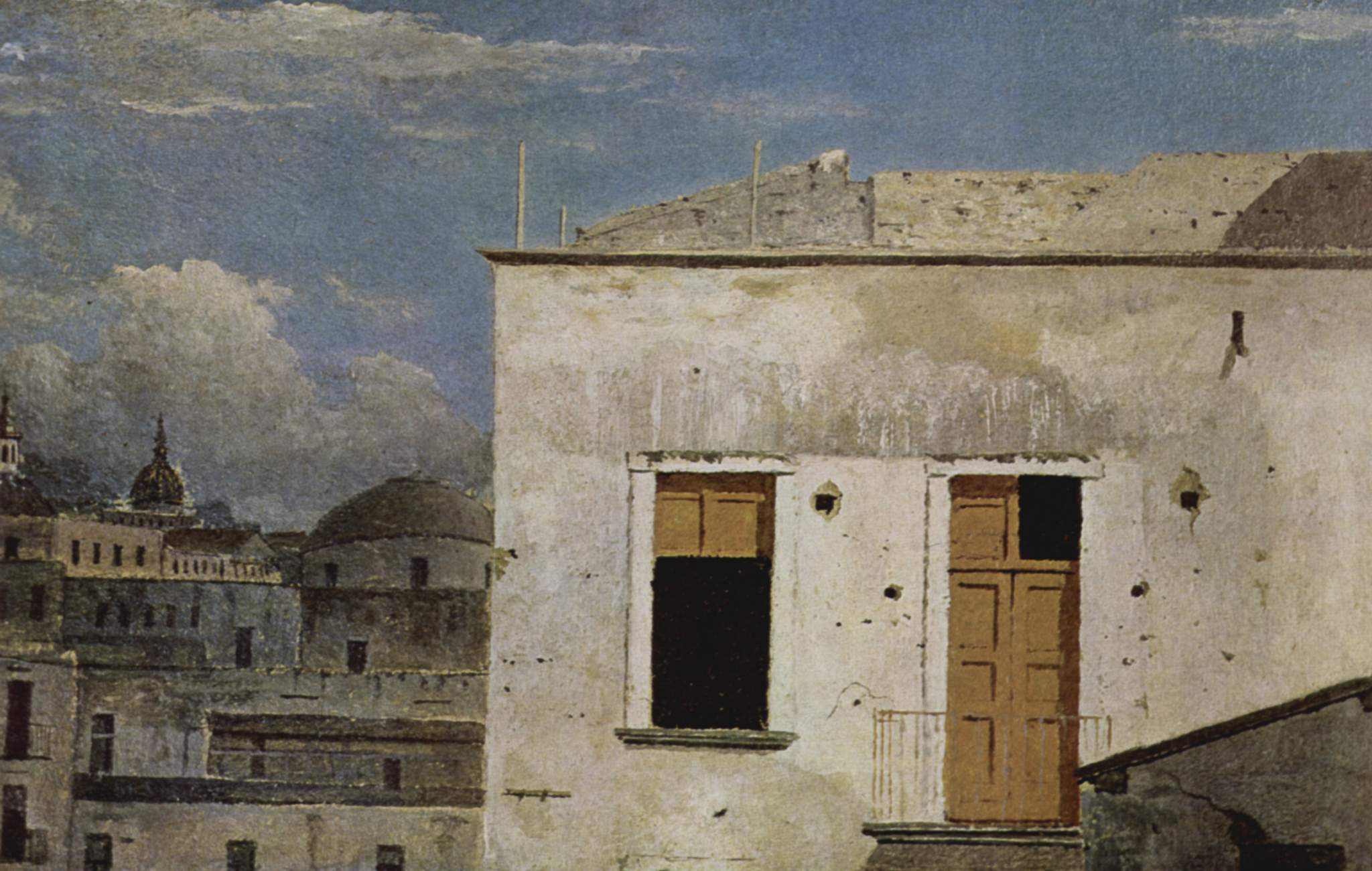
Case di Napoli (1782), National Museum Cardiff

Nel mese di settembre 1776 Jones si imbarcò per un viaggio ansiosamente atteso che lo porterà in Italia. Le opere che produsse durante quel viaggio si distaccavano enormemente dall'esempio del suo maestro, soprattutto negli acquerelli, in cui sviluppò una particolare tavolozza di sfumature variabili del blu. Jones familiarizzò con artisti suoi conterranei, espatriati come lui, fra i quali Jacob More, John Robert Cozens e Thomas Banks. La sua prima commessa in Italia fu un paesaggio intitolato Lake Albano–Sunset per Frederick Hervey, 4º Conte di Bristol, che divenne il suo più importante patrocinatore.
Jones visitò per la prima volta Napoli nel settembre 1778, quando vi si fermò per cinque mesi. Quindi ritornò a Roma per un po', vivendo in un'abitazione nei pressi della scalinata di Trinità dei Monti, costruita da Salvator Rosa. Nell'aprile 1779 assunse come domestica una vedova danese, Maria Moncke, fuggendo con lei l'anno dopo a Napoli. Questa città, allora la più grande d'Italia, offriva a un artista più opportunità di quante non ne promettesse Roma, e Jones vi cercò, in particolare, il patronato dell'ambasciatore britannico Sir William Hamilton. Maria partorì due figlie a Napoli, Anna Maria (nel 1780) ed Elizabetha (nel 1781).

### Il ritorno dall'Italia e il ritiro
Avendo saputo della morte del padre nel 1782, Jones, che dopo sei anni trascorsi in Italia avvertiva nostalgia e irrequietezza, si risolse a tornare in Gran Bretagna. Nell'agosto 1783 si mise in viaggio per Londra, con Maria, Anna ed Elizabetha, imbarcati su un brigantino svedese. Giunse a destinazione in novembre solo per trovare molti dei suoi beni distrutti dall'umidità, inclusi tutti i suoi studi di natura dal vivo. A Londra Jones cercò di ridare slancio alla carriera pittorica, ma a diminuire il suo impeto vi era una rendita annuale di 300 sterline ereditata dal padre. Nonostante l'esposizione di dieci opere alla Royal Academy dal 1784 al 1798, già dagl 1785 intuì che la sua carriera era giunta al termine.
Nei suoi ultimi anni Jones si sentì sempre più tentato dal tornare in Galles, specialmente nella prediletta tenuta di Pencerrig, che egli ereditò nel 1787, dopo che fratello primogenito John era morto senza lasciare discendenza. Forte del suo ritrovato benessere finanziario Thomas Jones si risolse a sposare Maria Moncke il 16 settembre 1789, una decisione in cui fu anche influenzato dalla sua devota madre. Il matrimonio fu celebrato a Londra, nella St Pancras Old Church. 
Jones prese ad interessarsi attivamente alla sua tenuta, usando il suo album di schizzi per registrare i nuovi sviluppi delle tecniche agricole. Nel 1791, egli scrisse perfino un poema, "Petraeia", ispirato all'amore per la tenuta di Pencerrig. (Cerrig, che vuol dire 'pietra' in lingua gallese, si traduce in greco con petra). Il 1791 fu anche l'anno in cui divenne High Sheriff del Radnorshire.
Thomas Jones morì di angina pectoris nel 1803. Il suo corpo fu seppellito nella cappella gentilizia a Caebach, Llandrindod Wells.